# Cá đuối chấm xanh
Cá đuối chấm xanh, tên khoa học Taeniura lymma, là một loài cá đuối thuộc họ Dasyatidae.
Loài này nhỏ hơn (12-14 inches) có một đĩa ngực hình bầu dục thường có màu vàng đến nâu ô-liu xanh và rải rác với những đốm màu xanh trên đầu trang, và màu trắng bên dưới. Nó trông rất giống con cá đuối bluespotted, nhưng loài này là nhiều tròn hơn và có một cái đuôi đáng dày hơn. Nó có hai gai độc trên đuôi của nó, nhưng nó có xu hướng ngại con người và sẽ chỉ sử dụng như là vệ nếu bị đe dọa hoặc bước vào. Họ thích động vật giáp xác và cá nhỏ săn bắn ở rặng san hô và sẽ theo thủy triều cao vào các khu vực nông, cát.

## Tác dụng
Cá Đuối Chấm Xanh là loài thủy sản thương mại cũng như các ngư dân giải trí như một cá để chơi. Loài này cũng rất phổ biến với người nuôi cá nhà hàng hải mặc dù nó có xu hướng không làm tốt trong điều kiện nuôi nhốt.

## Tính nguy hiểm
Các Đuối Chấm xanh thường nhút nhát, bơi ra xa khi tiếp cận bởi các thợ lặn. Tuy nhiên, khi bị đe dọa, nó sẽ sử dụng đuôi có nọc độc của nó cột sống để mang nọc độc vào lùm cây hẹp chạy dọc theo mặt dưới của ngòi. Toàn bộ cấu trúc được bao phủ bởi một lớp mỏng của da mà khi bị phá vỡ, giải phóng nọc độc của nó vào nạn nhân của nó. Cái nọc từ cột sống của nó có thể được khá đau đớn.

## Tình trạng bảo tồn
Mặc dù tia Cá Đuối Chấm Xanh được phân phối rộng rãi, nó phụ thuộc vào con người áp lực do nghề cá ven bờ dữ dội và tàn phá môi trường sống rộng rãi của các rạn san hô. Nó cũng chịu áp lực từ việc buôn bán cá cảnh biển do sự phổ biến của nó với người nuôi cá nhà.

## Phân bố địa lý
Cá Đuối Chấm Xanh được tìm thấy ở khu vực Ấn Độ-Tây Thái Bình Dương bao gồm cả Biển Đỏ và Đông Phi đến quần đảo Solomon ở phía bắc đến Nhật Bản và phía nam tới phía bắc nước Úc. Ở Úc nó đã được ghi lại từ bờ biển miền Trung của Tây Úc và các vùng nhiệt đới phía bắc và phía nam tới bờ biển phía bắc của New South Wales.

## Môi trường sống
Cá Đuối Chấm Xanh được tìm thấy ở vùng biển ôn đới và nhiệt đới nông trên thềm lục địa tới độ sâu 66 feet (20 m). Là một cư dân của các rạn san hô, ray này phân tán khi triều xuống để mất nơi trú ẩn trong crevasses và dưới gờ đá. Trong thời gian thủy triều dâng trào, nó di chuyển trong các kết hợp nhỏ vào bãi cát nông để tìm kiếm con mồi. loài này hiếm khi được quan sát thấy bị chôn vùi dưới các trầm tích cát.

## Sinh học
Cá đuối này có hình bầu dục và đĩa dài với góc ngoài làm tròn một cách rộng rãi. Các mõm là thẳng thừng tròn với lỗ mũi hẹp mảnh mai và lỗ thở lớn và nằm sát với mắt lớn. Miệng và mang được đặt trên bề mặt bụng của tia. Vây vùng chậu là vừa phải về kích thước và thanh mảnh. Đuôi mập mạp và nến cây, kích thước nhỏ hơn hai lần chiều dài cơ thể. Các finfold đuôi thấp hơn là rộng và đạt đến chóp đuôi. Thông thường có hai, nhưng đôi khi một, gai vừa có mặt trên đuôi sử dụng để chống lại muốn trở thành kẻ săn mồi.
Cá Đuối Chấm Xanh trông giống như cá đuối gai độc bluespotted, đôi khi bị nhầm lẫn với những con cá đuối bluespotted vì sự giống nhau trong màu sắc, là cũng tìm thấy gần bờ trên các rạn san hô. Tuy nhiên, con cá đuối bluespotted có thể được phân biệt với đĩa góc cạnh hơn và một cái đuôi thon thả hơn.
màu sắc: Một tia thị giác thú vị, tia ribbontail bluespotted có màu xám-nâu vàng đến nâu ô liu xanh hoặc đỏ nhạt trong màu với những đốm màu xanh tươi sáng lớn trên bề mặt lưng của đĩa. Có sọc xanh ở cả hai bên của đuôi. Các bề mặt bụng là thống nhất màu trắng.
Cách mọc răng: Bên trong miệng, nhiều răng nhỏ được bố trí trong các tấm và được sử dụng để nghiền con mồi như động vật thân mềm và cua.
Kích thước, tuổi, và tăng trưởng: Các báo cáo tối đa kích thước của tia ribbontail bluespotted là 15 inch (40 cm) chiều rộng đĩa và tổng chiều dài tối đa là 28 inch (70 cm). Tuổi thọ vẫn chưa được xác định.
Thói quen ăn: Ăn ở các vùng đất cát tiếp giáp với các rạn san hô trong triều cường, con mồi của ribbontail ray bluespotted bao gồm động vật thân mềm, giun, tôm, cua, cá và nhỏ.
Sinh sản: Chế độ sinh sản của tia này là ovoviviparous với phôi nuôi ban đầu vào lòng đỏ, sau đó nhận thêm dinh dưỡng từ con cái mẹ bằng cách hấp thụ gián tiếp của tử cung "sữa" được làm giàu với chất nhầy, chất béo và protein. Con cái sinh lên đến bảy con mỗi lứa sau một thời gian mang thai của 4-12 tháng (không rõ). Những con con có dấu hiệu tương tự như con lớn bao gồm các điểm màu xanh đặc trưng.